# 星デコ
星デコ（ほしデコ、hoshideco）は、NECビッグローブが運営する無料デコレーションメール（以下デコメール）ポータルサイトである。

## 概要
星デコは2007年7月2日に始まったサービス。NECビッグローブが運営する、ケータイBIGLOBEとの連携サービスである。女子大生を中心としたメンバーの意見をもとにサービス企画された、すべて無料で取り放題のデコメール配信サイト。携帯電話端末専用のためパソコン、PHS端末からのアクセスは一切できない。
- 無料＆ポイント不要

モバイルのデコメール配信サイトには有料のタイプか、アフィリエイトなどでポイントを稼いだ分だけダウンロードできるタイプが多いが、星デコは無料かつポイント不要でダウンロードが可能。
- 女子大生が中心となってサービス企画

星デコの提供するサービスは企画段階から、現役女子大生の意見をもとに検討されたもの。実際に美術大に通う女子大生などがデコメール制作にも携わっている。現在、企画から携わった女子大生を中心に「スマイルサポーターズ」が結成されている。

## 星デコで使える機能
届くデコメール
登録するとメールでデコメールを届けてくれる機能。
文字メーカー
入力した文字を加工して、オリジナル素材を作れる機能。
フォト名刺メーカー
携帯に保存されている写真に、セピア・白黒・美白・キラキラなどの効果をつけたり、文字を書き加えたりできる機能。
デコ編集
あらかじめ保存した複数のデコ素材を使ってオリジナルのデコメールを作れる機能。
おまかせデコ
メッセージを入力すると、メッセージに込められた感情を読み取っていくつかの感情に判定し、感情にあったデコメ素材に変換してくれる機能。

## メインキャラクター
星デコには「あべちゃん。」というクマのキャラクターが存在する。「あべちゃん。」は星デコサイト内で全国津々浦々を旅しており、その都度オリジナル限定デコメを配信している。また、「あべちゃん。」は何かのきっかけで記憶喪失になったという説もあるが、まだ詳細は不明。
- 「あべちゃん。」の秘密
- 出身：☆★クマスター★☆
- 趣味：食べること、冒険
- 性格：よく泣き、よく笑う
- 特徴：ぷくぷくほっぺにぽっこりお腹
- 宝物：秘密の冷蔵庫

## 対応機種

### NTT DoCoMo
NTT DoCoMoでは、FOMA以外の機種（50Xシリーズ、2XXシリーズ、82xシリーズ、6XXシリーズ）、NM850iG

### KDDI(au)
KDDI(au)では、WINシリーズ（Wではじまる機種）以外の機種（Aではじまる機種、Cではじまる機種、Sweetsシリーズ、talby、G'zOne TYPE-R、INFOBAR）

### ソフトバンクモバイル
ソフトバンクモバイルでは、3Gシリーズ以外の機種（J-xxシリーズ、V3xxシリーズ、V4xxシリーズ、V5xxシリーズ、V6xxシリーズ、V801SH、V801SA）
※一部の機種では、対応していないサービスあり。
※発売直後の機種は、一覧にない場合あり。
※ページサイズの容量上、表示できない場合あり。詳細は、各サービスの説明を要確認。